# Mały Wielki Człowiek (film)
Mały Wielki Człowiek (ang. Little Big Man) – amerykański film z 1970 w reżyserii Arthura Penna. Nakręcony został na podstawie powieści autorstwa Thomasa Bergera z 1964 pod tym samym tytułem.
Jest to western o charakterze czarnej komedii opowiadający o chłopcu, który wychowywał się wśród Szejenów, będąc w rzeczywistości białym Amerykaninem z obszarów pogranicza. Główna część utworu ukazuje różnice między sposobami życia białych Amerykanów i Indian.
Historia jest opowiadana przez 121-letniego człowieka, Jacka Crabba, który przywołuje wydarzenia ze swojego długiego i niezwykłego życia, w którym był m.in. rewolwerowcem, osadnikiem, handlarzem, przewodnikiem, świadkiem bitwy nad Little Bighorn i pomocnikiem Dzikiego Billa Hickoka. Głównym motywem jest jednak jego adopcja przez Szejenów, która pozwoliła mu na doświadczenie obu kultur ówczesnej, XIX-wiecznej Ameryki. Mimo swojego komediowego charakteru, historia ta zawiera wiele momentów dramatycznych oraz społeczny komentarz na temat uprzedzeń i niesprawiedliwości.

## Autentyzm
Obok wspomnianej bitwy nad Little Bighorn, w powieści i jej adaptacji filmowej występuje wiele autentycznych postaci historycznych. Są to:
- generałowie: Kit Carson, George A. Custer,
- indiańscy wodzowie: Siedzący Byk, Szalony Koń, Żółć,
- rewolwerowcy i awanturnicy: Wyatt Earp, Dziki Bill Hickok, Feralna Jane.

## Główne role
- Dustin Hoffman – Jack Crabb
- Faye Dunaway – pani Pendrake
- Dan George – Stare Skóry, wódz Szejenów
- Martin Balsam – pan Merriweather
- Richard Mulligan – gen. George Armstrong Custer
- Jeff Corey – Wild Bill Hickok
- Aimée Eccles – Promyk Słońca
- Kelly Jean Peters – Olga Crabb
- Carole Androsky – Caroline Crabb

## Nagrody i nominacje
43. ceremonia wręczenia Oscarów
- Najlepszy aktor drugoplanowy – Dan George (nominacja)

28. ceremonia wręczenia Złotych Globów
- Najlepszy aktor drugoplanowy – Dan George (nominacja)

25. ceremonia wręczenia nagród Brytyjskiej Akademii Filmowej
- Nagroda im. Anthony’ego Asquitha za najlepszą muzykę – John P. Hammond (nominacja)
- Najlepszy aktor – Dustin Hoffman (nominacja)
- Nagroda Narodów Zjednoczonych (nominacja)